# Харьковская государственная научная библиотека имени В. Г. Короленко
Харьковская государственная научная библиотека имени Владимира Короленко (укр. Харківська державна наукова бібліотека імені В. Г. Короленка) — вторая крупнейшая (более 7 млн единиц хранения) после библиотеки им. Вернадского в Киеве и одна из старейших библиотек Украины. К услугам читателей 12 читальных залов на 524 места.

## История
Была основана 8 октября 1886 года как Харьковская общественная библиотека. В 1922 году была названа в честь писателя Владимира Короленко. В 1930 году получила статус государственной и научной. Библиотека была разграблена бойцами Зондеркоманды Кюнсберга и Батальона Риббентропа. Всего было вывезено больше 600 тысяч изданий, в том числе уникальные рукописи и старопечатные книги.
Ежегодно в Библиотеку поступает до 70 тыс. документов (книг, журналов, газет, баз данных и электронных документов на CD-ROM и др.). Разветвленная система справочно-библиографического аппарата ХГНБ содержит более 60 каталогов и картотек в том числе электронный, справочно-библиографический фонд, автоматизированные базы данных, печатные сводные каталоги и фонд выполненных справок.
13 марта 2022 года, вследствие бомбардировки центра Харькова во время российского вторжения на Украину, зданию и коллекции библиотеки был нанесён ущерб.

## Директор
- Незнамова Лилия Павловна (1989—2006)
- Ракитянская Валентина Дмитриевна (2006—2021) †